# Creed II
Creed II er en amerikansk dramafilm fra 2018. Filmen er instrueret af Steven Caple Jr. og skrevet af Juel Taylor og Sylvester Stallone, fra en historie af Sascha Penn og Cheo Hodari Coker. Det er en efterfølger til Creed (2015) og den 8. film i Rocky-filmserien. Hovedrollerne spilles af Michael B. Jordan, Sylvester Stallone, Tessa Thompson, Dolph Lundgren, Florian Munteanu, Wood Harris, og Phylicia Rashad. Creed forfatter-instruktør Ryan Coogler er producent på filmen. Filmen følger en kamp der har taget 33 år om at blive til noget, da Adonis Creed møder en ny udfordring i ringen: Viktor Drago, søn af Ivan Drago, den stærke atlet, der dræbte Adonis far Apollo Creed.

## Udgivelse
Creed II blev udgivet i USA den 21. november, 2018. Den fik premiere den 14. november, 2018 på Lincoln Center for the Performing Arts i New York City.

## Medvirkende
- Michael B. Jordan som Adonis Johnson Creed
- Sylvester Stallone som Rocky Balboa
- Tessa Thompson som Bianca
- Dolph Lundgren som Ivan Drago
- Florian Munteanu som Viktor Drago
- Russell Hornsby som Buddy Marcelle
- Phylicia Rashād som Mary Anne Creed
- Wood Harris som Tony 'Little Duke' Evers
- Andre Ward som Danny 'Stuntman' Wheeler
- Brigitte Nielsen som Ludmila Drago
- Milo Ventimiglia som Robert Balboa, Jr.
- Roy Jones Jr. som sig selv
- Michael Buffer som sig selv
- Evander Holyfield som sig selv
- Sugar Ray Leonard som sig selv
- Max Kellerman som sig selv